# Espanya als Jocs Olímpics d'Estiu de 2016
Espanya va estar representada als Jocs Olímpics d'Estiu de 2016 celebrats a Rio de Janeiro (Brasil) per 305 esportistes, 162 homes i 143 dones, que van competir en 25 esports.
El portador de la bandera a la cerimònia d'obertura fou el tennista Rafael Nadal, que ja havia de ser l'abanderat en els Jocs Olímpics anteriors però degut a una lesió hagué de renunciar a participar-hi. En la cerimònia de clausura fou el marxista Jesús Ángel García Bragado.

## Medaller
L'equip olímpic espanyol va aconseguir les següents medalles:
| Esport       | Or | Plata | Bronze | Total |
| Atletisme    | 1  | 1     | 0      | 2     |
| Bàdminton    | 1  | 0     | 0      | 1     |
| Bàsquet      | 0  | 1     | 1      | 2     |
| Ciclisme     | 0  | 0     | 1      | 1     |
| Gimnàstica   | 0  | 1     | 0      | 1     |
| Halterofília | 0  | 0     | 1      | 1     |
| Natació      | 1  | 0     | 1      | 2     |
| Piragüisme   | 3  | 0     | 1      | 4     |
| Taekwondo    | 0  | 1     | 1      | 2     |
| Tennis       | 1  | 0     | 0      | 1     |
| Total        | 7  | 4     | 6      | 17    |

## Medallistes
| Anna Cruz Sílvia Domínguez Laura Gil Sancho Lyttle Laura Nicholls Laia Palau | Lucila Pascua Laura Quevedo Leonor Rodríguez Leticia Romero Alba Torrens Marta Xargay |

| Sandra Aguilar Artemi Gavezou Elena López | Lourdes Mohedano Alejandra Quereda |

| Àlex Abrines José Manuel Calderón Víctor Claver Rudy Fernández Pau Gasol Willy Hernangómez | Sergio Llull Nikola Mirotić Juan Carlos Navarro Felipe Reyes Sergio Rodríguez Ricky Rubio |

## Esports
| Esport                | Homes | Dones | Total |
| --------------------- | ----- | ----- | ----- |
| Atletisme             | 29    | 18    | 47    |
| Bàdminton             | 1     | 1     | 2     |
| Bàsquet               | 12    | 12    | 24    |
| Boxa                  | 2     | –     | 2     |
| Ciclisme              | 9     | 3     | 12    |
| Gimnàstica            | 2     | 7     | 9     |
| Golf                  | 2     | 2     | 4     |
| Halterofília          | 3     | 1     | 4     |
| Handbol               | –     | 14    | 14    |
| Hípica                | 7     | 2     | 9     |
| Hoquei sobre herba    | 16    | 16    | 32    |
| Judo                  | 2     | 3     | 5     |
| Lluita                | 1     | 0     | 1     |
| Natació               | 13    | 11    | 22    |
| Natació sincronitzada | –     | 2     | 2     |
| Piragüisme            | 9     | 2     | 11    |
| Rem                   | 2     | 2     | 4     |
| Rugbi                 | 12    | 12    | 24    |
| Taekwondo             | 2     | 1     | 3     |
| Tennis                | 5     | 4     | 9     |
| Tennis de taula       | 1     | 2     | 3     |
| Tir                   | 4     | 2     | 6     |
| Tir amb arc           | 3     | 1     | 4     |
| Triatló               | 3     | 3     | 6     |
| Vela                  | 7     | 7     | 14    |
| Voleibol platja       | 2     | 2     | 4     |
| Waterpolo             | 13    | 13    | 26    |
| Total                 | 162   | 143   | 305   |

## Atletisme
Vegeu Atletisme als Jocs Olímpics d'estiu de 2016

### Masculí
Pista i ruta
| Esportista          | Esdeveniment      | Eliminatòria | Eliminatòria | Semifinals       | Semifinals       | Final            | Final            |
| Esportista          | Esdeveniment      | Resultat     | Posició      | Resultat         | Posició          | Resultat         | Posició          |
| ------------------- | ----------------- | ------------ | ------------ | ---------------- | ---------------- | ---------------- | ---------------- |
| Antonio Abadía      | 5.000 m           | 14:33.20     | 22           |                  |                  | No es classificà | No es classificà |
| Daniel Andújar      | 800 m             | 1:48.50      | 4            | No es classificà | No es classificà | No es classificà | No es classificà |
| Francisco Arcilla   | 20 km marxa       |              |              |                  |                  | 1:27.50          | 55               |
| Álvaro de Arriba    | 800 m             | 1:46.86      | 4            | No es classificà | No es classificà | No es classificà | No es classificà |
| David Bustos        | 1.500 m           | 3:39.73      | 7 q          | 3:56.54          | 12               | No es classificà | No es classificà |
| Fernando Carro      | 3.000 m obstacles | 8:34.45      | 10           |                  |                  | No es classificà | No es classificà |
| Carles Castillejo   | Marató            |              |              |                  |                  | 2:18:34          | 49               |
| Yidiel Contreras    | 110 m tanques     | 13.62        | 5 q          | 13.54            | 6                | No es classificà | No es classificà |
| José Ignacio Díaz   | 50 km marxa       |              |              |                  |                  | No acabà         | No acabà         |
| Jesús España        | Marató            |              |              |                  |                  | 2:20:08          | 65               |
| Sergio Fernández    | 400 m tanques     | 49.31        | 5 q          | 48.87 RN         | 3                | No es classificà | No es classificà |
| Ilias Fifa          | 5.000 m           | 13:30.23     | 9            |                  |                  | No es classificà | No es classificà |
| Jesús Ángel García  | 50 km marxa       |              |              |                  |                  | 3:54:29          | 20               |
| Bruno Hortelano     | 200 m             | 20.12 RN     | 1 Q          | 20.16            | 4                | No es classificà | No es classificà |
| Miguel Ángel López  | 20 km marxa       |              |              |                  |                  | 1:20.58          | 11               |
| Miguel Ángel López  | 50 km marxa       |              |              |                  |                  | No acabà         | No acabà         |
| Kevin López         | 800 m             | 1:53.41      | 8            | No es classificà | No es classificà | No es classificà | No es classificà |
| Álvaro Martín       | 20 km marxa       |              |              |                  |                  | 1:22.11          | 22               |
| Sebastián Martos    | 3.000 m obstacles | 8:28.44      | 5            |                  |                  | No es classificà | No es classificà |
| Adel Mechaal        | 1.500 m           | 3:48.41      | 9            | No es classificà | No es classificà | No es classificà | No es classificà |
| Adel Mechaal        | 5.000 m           | 13:34.42     | 17           |                  |                  | No es classificà | No es classificà |
| Abdelaziz Merzougui | 3.000 m obstacles | 9:03.40      | 15           |                  |                  | No es classificà | No es classificà |
| Orlando Ortega      | 110 m tanques     | 13.32        | 1 Q          | 13.32            | 1 Q              | 13.17            | 2                |

Concursos
| Esportista           | Esdeveniment          | Qualificació | Qualificació | Final            | Final            |
| Esportista           | Esdeveniment          | Distància    | Posició      | Distància        | Posició          |
| -------------------- | --------------------- | ------------ | ------------ | ---------------- | ---------------- |
| Javier Cienfuegos    | Llançament de martell | 69,73        | 27           | No es classificà | No es classificà |
| Frank Casañas        | Llançament de disc    | 59,96        | 25           | No es classificà | No es classificà |
| Lois Maikel Martínez | Llançament de disc    | 59,42        | 27           | No es classificà | No es classificà |
| Jean Marie Okutu     | Salt de longitud      | 7,75         | 20           | No es classificà | No es classificà |
| Carlos Tobalina      | Llançament de pes     | 19,98        | 17           | No es classificà | No es classificà |
| Pablo Torrijos       | Triple salt           | 16.11        | 31           | No es classificà | No es classificà |
| Borja Vivas          | Llançament de pes     | 20,25        | 14           | No es classificà | No es classificà |

Combinats
| Esportista          | Esdeveniment |          | 100m  | SL   | LP    | SA   | 400m  | 110m T | LD    | SP   | LJ    | 1.500m  | Final | Posició |
| ------------------- | ------------ | -------- | ----- | ---- | ----- | ---- | ----- | ------ | ----- | ---- | ----- | ------- | ----- | ------- |
| Pau Gaspar Tonnesen | Decatló      | Resultat | 11.32 | 7,33 | 13,69 | 2,01 | 50,81 | 14.99  | 46,31 | 5,20 | 60,15 | 4:46.27 | 7982  | 17      |
| Pau Gaspar Tonnesen | Decatló      | Punts    | 791   | 893  | 709   | 813  | 778   | 851    | 794   | 972  | 740   | 641     | 7982  | 17      |

### Femení
Pista i ruta
| Esportista          | Esdeveniment      | Eliminatòria | Eliminatòria | Semifinals       | Semifinals       | Final            | Final            |
| Esportista          | Esdeveniment      | Resultat     | Posició      | Resultat         | Posició          | Resultat         | Posició          |
| ------------------- | ----------------- | ------------ | ------------ | ---------------- | ---------------- | ---------------- | ---------------- |
| Alessandra Aguilar  | Marató            |              |              |                  |                  | No acabà         | No acabà         |
| Aauri Lorena Bokesa | 400 m             | 53.51        | 6            | No es classificà | No es classificà | No es classificà | No es classificà |
| Azucena Díaz        | Marató            |              |              |                  |                  | 2:35:02          | 34               |
| Estela García       | 200 m             | 23.43        | 52           | No es classificà | No es classificà | No es classificà | No es classificà |
| Trihas Gebre        | 10.000 m          |              |              |                  |                  | 32:09.67         | 29               |
| Raquel González     | 20 km marxa       |              |              |                  |                  | 1:33:03          | 20               |
| Esther Guerrero     | 800 m             | 2:01.85      | 3            | No es classificà | No es classificà | No es classificà | No es classificà |
| Caridad Jerez       | 100 m tanques     | 13.26        | 6            | No es classificà | No es classificà | No es classificà | No es classificà |
| Diana Martín        | 3.000 m obstacles | 9:44.07      | 12           |                  |                  | No es classificà | No es classificà |
| Estela Navascués    | Marató            |              |              |                  |                  | No acabà         | No acabà         |
| Beatriz Pascual     | 20 km marxa       |              |              |                  |                  | 1:30:24          | 8                |
| Julia Takacs        | 20 km marxa       |              |              |                  |                  | 1:35:45          | 33               |

Concursos
| Esportista          | Esdeveniment       | Qualificació | Qualificació | Final            | Final            |
| Esportista          | Esdeveniment       | Distància    | Posició      | Distància        | Posició          |
| ------------------- | ------------------ | ------------ | ------------ | ---------------- | ---------------- |
| Sabina Asenjo       | Llançament de disc | 56.94        | 23           | No es classificà | No es classificà |
| Ruth Beitia         | Salt d'alçada      | 1,94         | 1 Q          | 1,97             | 1                |
| Juliet Itoya        | Salt de longitud   | 6,35         | 22           | No es classificà | No es classificà |
| María del Mar Jover | Salt de longitud   | 5,90         | 36           | No es classificà | No es classificà |
| Concha Montaner     | Salt de longitud   | 6,32         | 24           | No es classificà | No es classificà |
| Patricia Sarrapio   | Triple salt        | 13,35        | 32           | No es classificà | No es classificà |

## Bàdminton
Vegeu Bàdminton als Jocs Olímpics d'estiu de 2016
| Esportista     | Esdeveniment       | Fase de grups                | Fase de grups                      | Fase de grups | Vuitens de final | Quarts de final                | Semifinals                 | Final/FC                              | Final/FC         |
| Esportista     | Esdeveniment       | 1r partit                    | 2n partit                          | Posició       | Vuitens de final | Quarts de final                | Semifinals                 | Final/FC                              | Final/FC         |
| -------------- | ------------------ | ---------------------------- | ---------------------------------- | ------------- | ---------------- | ------------------------------ | -------------------------- | ------------------------------------- | ---------------- |
| Pablo Abián    | Individual masculí | Y. Hu (HKG) V 21−12, 21−10   | J. Yu Woon (BRN) D 18−21, 19−21    | 2             | No es classificà | No es classificà               | No es classificà           | No es classificà                      | No es classificà |
| Carolina Marín | Individual femení  | N. Vainio (FIN) V 21−6, 21−4 | L. Kjærsfeldt (DEN) V 21−16, 21−13 | 1 Q           | –                | J-h. Sung (KOR) V 21−12, 21−16 | X. Li (CHN) V 21−14, 21−16 | P. Sindhu (IND) V 19−21, 21−12, 21−15 | 1                |

## Bàsquet
Vegeu Bàsquet als Jocs Olímpics d'estiu de 2016

### Masculí
La selecció espanyola masculina de bàsquet es classificà directament com a campió de l'Eurobasket 2015.
Jugadors
| - Àlex Abrines - José Manuel Calderón - Víctor Claver - Rudy Fernández - Pau Gasol - Willy Hernangómez |  | - Sergio Llull - Nikola Mirotić - Juan Carlos Navarro - Felipe Reyes - Sergio Rodríguez - Ricky Rubio |

Entrenador: Sergio Scariolo
Fase de grups
| Equip     | J | G | P | PF  | PC  | Dif | Punts |
| --------- | - | - | - | --- | --- | --- | ----- |
| Croàcia   | 5 | 3 | 2 | 400 | 407 | −7  | 8     |
| Espanya   | 5 | 3 | 2 | 432 | 357 | +75 | 8     |
| Lituània  | 5 | 3 | 2 | 392 | 428 | −36 | 8     |
| Argentina | 5 | 3 | 2 | 441 | 428 | +13 | 8     |
| Brasil    | 5 | 2 | 3 | 411 | 407 | +4  | 7     |
| Nigèria   | 5 | 1 | 4 | 392 | 441 | −49 | 6     |

Resultats
| Ronda               | Data  | Hora  | Partit    | Partit   | Partit       |
| ------------------- | ----- | ----- | --------- | -------- | ------------ |
| Fase grups − 1      | 07/08 | 19:00 | Croàcia   | 72 − 70  | Espanya      |
| Fase grups − 2      | 09/08 | 14:15 | Espanya   | 65 − 66  | Brasil       |
| Fase grups − 3      | 11/08 | 19:00 | Nigèria   | 87 − 96  | Espanya      |
| Fase grups − 4      | 13/08 | 19:00 | Espanya   | 109 − 59 | Lituània     |
| Fase grups − 5      | 15/08 | 19:00 | Espanya   | 92 − 73  | Argentina    |
| Quarts de final     | 17/08 | 14:30 | Espanya   | 92 − 67  | França       |
| Semifinals          | 19/08 | 15:30 | Espanya   | 76 − 82  | Estats Units |
| Final de consolació | 21/08 | 11:30 | Austràlia | 88 − 89  | Espanya      |

### Femení
La selecció espanyola femenina de bàsquet es classificà en obtenir una de les cinc places del Preolímpic celebrat a França.
Jugadores
| - Anna Cruz - Sílvia Domínguez - Laura Gil - Sancho Lyttle - Laura Nicholls - Laia Palau |  | - Lucila Pascua - Laura Quevedo - Leonor Rodríguez - Leticia Romero - Alba Torrens - Marta Xargay |

Entrenador: Lucas Mondelo
Fase de grups (Grup B)
| Equip           | J | G | P | PF  | PC  | Dif  | Punts |
| --------------- | - | - | - | --- | --- | ---- | ----- |
| Estats Units    | 5 | 5 | 0 | 520 | 316 | +204 | 10    |
| Espanya         | 5 | 4 | 1 | 387 | 333 | +54  | 9     |
| Canadà          | 5 | 3 | 2 | 340 | 347 | −7   | 8     |
| Sèrbia          | 5 | 2 | 3 | 385 | 406 | −21  | 7     |
| R.P. de la Xina | 5 | 1 | 4 | 371 | 428 | −57  | 6     |
| Senegal         | 5 | 0 | 5 | 309 | 482 | −173 | 5     |

Resultats
| Ronda           | Data  | Hora  | Partit       | Partit   | Partit       |
| --------------- | ----- | ----- | ------------ | -------- | ------------ |
| Fase grups − 1  | 07/08 | 14:15 | Sèrbia       | 59 − 65  | Espanya      |
| Fase grups − 2  | 08/08 | 12:00 | Espanya      | 63 − 103 | Estats Units |
| Fase grups − 3  | 10/08 | 12:15 | Xina         | 68 − 89  | Espanya      |
| Fase grups − 4  | 12/08 | 17:45 | Espanya      | 97 − 43  | Senegal      |
| Fase grups − 5  | 14/08 | 17:45 | Espanya      | 73 − 60  | Canadà       |
| Quarts de final | 16/08 | 14:30 | Espanya      | 64 − 62  | Turquia      |
| Semifinals      | 18/08 | 15:00 | Espanya      | 68 − 54  | Sèrbia       |
| Final           | 20/08 | 15:30 | Estats Units | 101 − 72 | Espanya      |

## Boxa
Vegeu Boxa als Jocs Olímpics d'estiu de 2016
| Esportista     | Esdeveniment   | Setzens de final            | Vuitens de final      | Quarts de final         | Semifinals       | Final/FC         | Final/FC |
| -------------- | -------------- | --------------------------- | --------------------- | ----------------------- | ---------------- | ---------------- | -------- |
| Samuel Carmona | −49 kg masculí | A. Hovhannisyan (ARM) V 3−0 | P. Barnes (IRL) V 2−1 | Y. Martínez (COL) D 1−2 | No es classificà | No es classificà |          |
| Youba Sissokho | −69 kg masculí | S. Giyasov (UZB) D 0−3      | No es classificà      | No es classificà        | No es classificà | No es classificà |          |

## Ciclisme
Vegeu Ciclisme als Jocs Olímpics d'estiu de 2016

### Ciclisme de muntanya
| Esportista           | Esdeveniment          | Temps   | Posició |
| -------------------- | --------------------- | ------- | ------- |
| Carlos Coloma        | Camp a través masculí | 1:34:51 | 3       |
| José Antonio Hermida | Camp a través masculí | 1:38:21 | 15      |
| David Valero         | Camp a través masculí | 1:37:00 | 9       |

### Ciclisme en pista
Velocitat
| Esportista   | Esdeveniment         | Qualificació    | Qualificació | Ronda 1          | Repesca 1        | Ronda 2          | Repesca 2        | Quarts de final  | Semifinals       | Final/FC         | Final/FC         |
| Esportista   | Esdeveniment         | Temps Velocitat | Posició      | Ronda 1          | Repesca 1        | Ronda 2          | Repesca 2        | Quarts de final  | Semifinals       | Final/FC         | Final/FC         |
| ------------ | -------------------- | --------------- | ------------ | ---------------- | ---------------- | ---------------- | ---------------- | ---------------- | ---------------- | ---------------- | ---------------- |
| Tania Calvo  | Individual femenina  | 11.162 64,504   | 19           | No es classificà | No es classificà | No es classificà | No es classificà | No es classificà | No es classificà | No es classificà | No es classificà |
| Helena Casas | Individual femenina  | 11.707 61,501   | 26           | No es classificà | No es classificà | No es classificà | No es classificà | No es classificà | No es classificà | No es classificà | No es classificà |
| Juan Peralta | Individual masculina | 10.055 71,606   | 19           | No es classificà | No es classificà | No es classificà | No es classificà | No es classificà | No es classificà | No es classificà | No es classificà |

| Esportista               | Esdeveniment  | Qualificació    | Qualificació | Eliminatòria                            | Eliminatòria | Semifinals          | Semifinals          | Final/FC            | Final/FC            |
| Esportista               | Esdeveniment  | Temps Velocitat | Posició      | Temps Velocitat                         | Posició      | Temps Velocitat     | Posició             | Temps Velocitat     | Posició             |
| ------------------------ | ------------- | --------------- | ------------ | --------------------------------------- | ------------ | ------------------- | ------------------- | ------------------- | ------------------- |
| Tania Calvo Helena Casas | Equips femení | 33.891 53,111   | 8 Q          | R.P. de la Xina (CHN) · 33.531 · 53,681 | 7            | No es classificaren | No es classificaren | No es classificaren | No es classificaren |

Keirin
| Esportista   | Esdeveniment | Ronda 1    | Repesca | Ronda 2          | Final            |
| ------------ | ------------ | ---------- | ------- | ---------------- | ---------------- |
| Tania Calvo  | Femení       | No acabà R | 4       | No es classificà | No es classificà |
| Helena Casas | Femení       | 4 R        | 3       | No es classificà | No es classificà |

### Ciclisme en ruta
| Esportista           | Esdeveniment             | Temps      | Posició  |
| -------------------- | ------------------------ | ---------- | -------- |
| Jónathan Castroviejo | Ruta masculina           | No acabà   | No acabà |
| Jónathan Castroviejo | Contrarellotge masculina | 1:13:21.50 | 4        |
| Imanol Erviti        | Ruta masculina           | No acabà   | No acabà |
| Ion Izagirre         | Ruta masculina           | No acabà   | No acabà |
| Ion Izagirre         | Contrarellotge masculina | 1:14:21.59 | 8        |
| Alejandro Valverde   | Ruta masculina           | 6:19:43    | 30       |
| Joaquim Rodríguez    | Ruta masculina           | 6:10:27    | 5        |
| Ane Santesteban      | Ruta femenina            | 4:02:59    | 47       |

## Gimnàstica
Vegeu Gimnàstica als Jocs Olímpics d'estiu de 2016

### Gimnàstica artística
Individual
| Esportista | Esdeveniment           | Qualificació | Qualificació | Qualificació | Qualificació | Qualificació | Qualificació | Final            | Final            | Final            | Final            | Final            | Final            |
| Esportista | Esdeveniment           | Aparells     | Aparells     | Aparells     | Aparells     | Total        | Posició      | Aparells         | Aparells         | Aparells         | Aparells         | Total            | Posició          |
| Esportista | Esdeveniment           | T            | SC           | BA           | BE           | Total        | Posició      | T                | SC               | BA               | BE               | Total            | Posició          |
| ---------- | ---------------------- | ------------ | ------------ | ------------ | ------------ | ------------ | ------------ | ---------------- | ---------------- | ---------------- | ---------------- | ---------------- | ---------------- |
| Ana Pérez  | Concurs complet femení | 13,933       | 13,633       | 13,600       | 13,133       | 54,299       | 36           | No es classificà | No es classificà | No es classificà | No es classificà | No es classificà | No es classificà |

| Esportista       | Esdeveniment            | Qualificació | Qualificació | Qualificació | Qualificació | Qualificació | Qualificació | Qualificació | Qualificació | Final            | Final            | Final            | Final            | Final            | Final            | Final            | Final            |
| Esportista       | Esdeveniment            | Aparells     | Aparells     | Aparells     | Aparells     | Aparells     | Aparells     | Total        | Posició      | Aparells         | Aparells         | Aparells         | Aparells         | Aparells         | Aparells         | Total            | Posició          |
| Esportista       | Esdeveniment            | T            | CA           | A            | SC           | BP           | BF           | Total        | Posició      | T                | CA               | A                | SC               | BP               | BF               | Total            | Posició          |
| ---------------- | ----------------------- | ------------ | ------------ | ------------ | ------------ | ------------ | ------------ | ------------ | ------------ | ---------------- | ---------------- | ---------------- | ---------------- | ---------------- | ---------------- | ---------------- | ---------------- |
| Néstor Abad      | Concurs complet masculí | 14,033       | 13,400       | 14,333       | 14,900       | 12,966       | 14,766       | 84,398       | 31           | No es classificà | No es classificà | No es classificà | No es classificà | No es classificà | No es classificà | No es classificà | No es classificà |
| Rayderley Zapata | Concurs complet masculí | 15,083       |              |              |              |              |              |              |              | No es classificà | No es classificà | No es classificà | No es classificà | No es classificà | No es classificà | No es classificà | No es classificà |

### Gimnàstica rítmica
Equips
| Esportista                                                                   | Esdeveniment    | Qualificació | Qualificació       | Qualificació | Qualificació | Final     | Final              | Final  | Final   |
| Esportista                                                                   | Esdeveniment    | 5 pilotes    | 3 cintes 2 cèrcols | Total        | Posició      | 5 pilotes | 3 cintes 2 cèrcols | Total  | Posició |
| ---------------------------------------------------------------------------- | --------------- | ------------ | ------------------ | ------------ | ------------ | --------- | ------------------ | ------ | ------- |
| Sandra Aguilar Artemi Gavezou Elena López Lourdes Mohedano Alejandra Quereda | Concurs complet | 17,783       | 17,966             | 35,749       | 1 Q          | 17,800    | 17,966             | 35,766 | 2       |

Individual
| Esportista         | Esdeveniment    | Qualificació | Qualificació | Qualificació | Qualificació | Qualificació | Qualificació | Final    | Final    | Final    | Final    | Final  | Final   |
| Esportista         | Esdeveniment    | Aparells     | Aparells     | Aparells     | Aparells     | Total        | Posició      | Aparells | Aparells | Aparells | Aparells | Total  | Posició |
| Esportista         | Esdeveniment    | CE           | P            | M            | CI           | Total        | Posició      | CE       | P        | M        | CI       | Total  | Posició |
| ------------------ | --------------- | ------------ | ------------ | ------------ | ------------ | ------------ | ------------ | -------- | -------- | -------- | -------- | ------ | ------- |
| Carolina Rodríguez | Concurs complet | 17,566       | 17,750       | 17,833       | 17,366       | 70,515       | 7 Q          | 17,616   | 17,683   | 17,700   | 16,950   | 69,949 | 8       |

## Golf
Vegeu Golf als Jocs Olímpics d'estiu de 2016
| Esportista           | Esdeveniment       | Volta 1 | Volta 2 | Volta 3 | Volta 4 | Total    | Total | Total   |
| Esportista           | Esdeveniment       | Volta 1 | Volta 2 | Volta 3 | Volta 4 | Resultat | Par   | Posició |
| -------------------- | ------------------ | ------- | ------- | ------- | ------- | -------- | ----- | ------- |
| Rafael Ángel Cabrera | Individual masculí | 67      | 70      | 71      | 68      | 276      | −8    | 5       |
| Carlota Ciganda      | Individual femení  | 67      | 72      | 78      | 73      | 290      | +6    | 39      |
| Sergio García        | Individual masculí | 69      | 72      | 70      | 66      | 277      | −7    | 8       |
| Azahara Muñoz        | Individual femení  | 68      | 69      | 73      | 72      | 282      | −2    | 21      |

## Halterofília
Vegeu Halterofília als Jocs Olímpics d'estiu de 2016
| Esportista          | Esdeveniment   | Arrencada | Arrencada | Dos temps | Dos temps | Total    | Posició  |
| Esportista          | Esdeveniment   | Resultat  | Posició   | Resultat  | Posició   | Total    | Posició  |
| ------------------- | -------------- | --------- | --------- | --------- | --------- | -------- | -------- |
| Josué Brachi        | −56 kg masculí | 120       | −         | −         | −         | No acabà | No acabà |
| Andrés Eduardo Mata | −77 kg masculí | 153       | 8         | 190       | 7         | 343      | 7        |
| David Sánchez       | −69 kg masculí | 142       | 12        | 175       | 15        | 317      | 11       |
| Lydia Valentín      | −75 kg femení  | 116       | 2         | 141       | 3         | 257      | 3        |

## Handbol
Vegeu Handbol als Jocs Olímpics d'estiu de 2016

### Femení
La selecció espanyola femenina d'handbol es classificà en ser finalista de l'European Women's Handball Championship 2014.
Jugadores
| - Nely Alberto - Macarena Aguilar - Alexandrina Cabral - Elizabet Chávez - Naiara Egozcue - Patricia Elorza - Lara González |  | - Marta López - Marta Mangué - Carmen Martín - Silvia Navarro - Nerea Pena - Elisabeth Pinedo - Darly Zoqbi |

Entrenador: Jorge Dueñas
Fase de grups
| Equip      | J | G | E | P | PF  | PC  | Dif | Punts |
| ---------- | - | - | - | - | --- | --- | --- | ----- |
| Brasil     | 5 | 4 | 0 | 1 | 138 | 107 | +31 | 8     |
| Noruega    | 5 | 4 | 0 | 1 | 141 | 121 | +20 | 8     |
| Espanya    | 5 | 3 | 0 | 2 | 125 | 116 | +9  | 6     |
| Angola     | 5 | 2 | 0 | 3 | 116 | 128 | −12 | 4     |
| Romania    | 5 | 2 | 0 | 3 | 108 | 119 | −11 | 4     |
| Montenegro | 5 | 0 | 0 | 5 | 107 | 134 | −27 | 0     |

Resultats
| Ronda           | Data  | Hora  | Partit     | Partit  | Partit  |
| --------------- | ----- | ----- | ---------- | ------- | ------- |
| Fase grups − 1  | 06/08 | 16:40 | Montenegro | 19 − 25 | Espanya |
| Fase grups − 2  | 08/08 | 14:40 | Espanya    | 24 − 27 | Noruega |
| Fase grups − 3  | 10/08 | 09:30 | Brasil     | 24 − 29 | Espanya |
| Fase grups − 4  | 12/08 | 14:40 | Romania    | 24 − 21 | Espanya |
| Fase grups − 5  | 14/08 | 19:50 | Espanya    | 26 − 22 | Angola  |
| Quarts de final | 16/08 | 17:00 | Espanya    | 26 − 27 | França  |

## Hípica
Vegeu Hípica als Jocs Olímpics d'estiu de 2016
Espanya va classificar un equip i tres individuals després d'acabar cinquens en el Campionat Europeu de Doma Clàssica 2011.
Concurs complet
| Esportista     | Cavall | Esdeveniment | Doma clàssica | Doma clàssica | Camp a través | Camp a través | Salts d'obstacles | Salts d'obstacles | Salts d'obstacles | Salts d'obstacles | Total            | Total            |
| Esportista     | Cavall | Esdeveniment | Doma clàssica | Doma clàssica | Camp a través | Camp a través | Classificació     | Classificació     | Final             | Final             | Total            | Total            |
| Esportista     | Cavall | Esdeveniment | Penalització  | Posició       | Penalització  | Posició       | Penalització      | Posició           | Penalització      | Posició           | Penalització     | Posició          |
| -------------- | ------ | ------------ | ------------- | ------------- | ------------- | ------------- | ----------------- | ----------------- | ----------------- | ----------------- | ---------------- | ---------------- |
| Albert Hermoso | Hito   | Individual   | 64,30         | 63            | Eliminat      | Eliminat      | No es classificà  | No es classificà  | No es classificà  | No es classificà  | No es classificà | No es classificà |

Doma clàssica
| Esportista                                                                             | Cavall                            | Esdeveniment | Gran Premi                  | Gran Premi | Gran Premi Especial | Gran Premi Especial | Gran Premi Estil Lliure | Gran Premi Estil Lliure | Global           | Global           |
| Esportista                                                                             | Cavall                            | Esdeveniment | Resultat                    | Posició    | Resultat            | Posició             | Tècnic                  | Artístic                | Resultat         | Posició          |
| -------------------------------------------------------------------------------------- | --------------------------------- | ------------ | --------------------------- | ---------- | ------------------- | ------------------- | ----------------------- | ----------------------- | ---------------- | ---------------- |
| Claudio-Alejandro Castilla                                                             | Alcaide                           | Individual   | 69,814                      | 38         | No es classificà    | No es classificà    | No es classificà        | No es classificà        | No es classificà | No es classificà |
| Beatriu Ferrer-Salat                                                                   | Delgado                           | Individual   | 74,829                      | 20 Q       | 76.863              | 8 Q                 | 76.500                  | 83.000                  | 80.161           | 10               |
| Severo Jesús Jurado                                                                    | Lorenzo                           | Individual   | 76,429                      | 11 Q       | 77.479              | 6 Q                 | 81.750                  | 91.000                  | 83.553           | 5                |
| José Daniel Martín                                                                     | Grandioso                         | Individual   | 70,829                      | 34         | No es classificà    | No es classificà    | No es classificà        | No es classificà        | No es classificà | No es classificà |
| Claudio-Alejandro Castilla Beatriu Ferrer-Salat Severo Jesús Jurado José Daniel Martín | Alcaide Delgado Lorenzo Grandioso | Equips       | 69,814 74,829 76,429 70,829 | 7          | No es classificaren | No es classificaren |                         |                         | 74,029           | 7                |

Salts d'obstacles
| Esportista                                                   | Cavall                                                 | Esdeveniment | Qualificació | Qualificació | Qualificació | Qualificació | Qualificació | Qualificació        | Qualificació        | Qualificació        | Final            | Final            | Final            | Final            | Final            | Total               | Total               |
| Esportista                                                   | Cavall                                                 | Esdeveniment | Ronda 1      | Ronda 1      | Ronda 2      | Ronda 2      | Ronda 2      | Ronda 3             | Ronda 3             | Ronda 3             | Ronda A          | Ronda A          | Ronda B          | Ronda B          | Ronda B          | Total               | Total               |
| Esportista                                                   | Cavall                                                 | Esdeveniment | Penal.       | Posició      | Penal.       | Total        | Posició      | Penal.              | Total               | Posició             | Penal.           | Posició          | Penal.           | Total            | Posició          | Penal.              | Posició             |
| ------------------------------------------------------------ | ------------------------------------------------------ | ------------ | ------------ | ------------ | ------------ | ------------ | ------------ | ------------------- | ------------------- | ------------------- | ---------------- | ---------------- | ---------------- | ---------------- | ---------------- | ------------------- | ------------------- |
| Eduardo Álvarez                                              | Rockfeller de Pleville                                 | Individual   | 4            | 27 Q         | Eliminat     | Eliminat     | Eliminat     | No es classificà    | No es classificà    | No es classificà    | No es classificà | No es classificà | No es classificà | No es classificà | No es classificà | No es classificà    | No es classificà    |
| Sergio Álvarez                                               | Carlo                                                  | Individual   | 0            | 1 Q          | 0            | 0            | 1 Q          | 6                   | 6                   | 17 Q                | 0                | 1 Q              | 9                | 9                | 20               | 9                   | 20                  |
| Pilar Cordón                                                 | Gribouille du Lys                                      | Individual   | 4            | 27 Q         | 8            | 12           | 46           | No es classificà    | No es classificà    | No es classificà    | No es classificà | No es classificà | No es classificà | No es classificà | No es classificà | No es classificà    | No es classificà    |
| Manuel Fernández                                             | U Watch                                                | Individual   | 4            | 27 Q         | 4            | 8            | 30 Q         | 9                   | 17                  | 38                  | No es classificà | No es classificà | No es classificà | No es classificà | No es classificà | No es classificà    | No es classificà    |
| Eduardo Álvarez Sergio Álvarez Pilar Cordón Manuel Fernández | Rockfeller de Pleville Carlo Gribouille du Lys U Watch | Equips       | 8            | 8 Q          | 12           | 12           | 11           | No es classificaren | No es classificaren | No es classificaren |                  |                  |                  |                  |                  | No es classificaren | No es classificaren |

## Hoquei sobre herba
Vegeu Hoquei sobre herba als Jocs Olímpics d'estiu de 2016

### Masculí
La selecció espanyola masculina d'hoquei sobre herba es classificà en obtenir la posició més alta entre els països no classificats en el FIH Hockey World League Semifinals 2014-2015.
Jugadors
| - David Alegre - Álex Casasayas - Francesc Cortés - Miquel Delás - Sergi Enrique - Álvaro Iglesias - Xavi Lleonart - Andrés Mir |  | - Roc Oliva - Bosco Pérez-Pla - Salva Piera - Pau Quemada - Josep Romeu - Vicenç Ruiz - Marc Sallés - Manel Terraza |

Entrenador: Fred Soyez
Fase de grups
| Equip        | J | G | E | P | PF | PC  | Dif | Punts |
| ------------ | - | - | - | - | -- | --- | --- | ----- |
| Bèlgica      | 5 | 4 | 0 | 1 | 21 | 5   | +16 | 12    |
| Espanya      | 5 | 3 | 1 | 1 | 13 | 6   | +7  | 10    |
| Austràlia    | 5 | 3 | 0 | 2 | 13 | 4   | +9  | 9     |
| Nova Zelanda | 5 | 2 | 1 | 2 | 17 | 8   | +9  | 7     |
| Regne Unit   | 5 | 1 | 2 | 2 | 14 | 109 | +4  | 5     |
| Brasil       | 5 | 0 | 0 | 5 | 1  | 46  | −45 | 0     |

Resultats
| Ronda           | Data  | Hora  | Partit       | Partit | Partit    |
| --------------- | ----- | ----- | ------------ | ------ | --------- |
| Fase grups − 1  | 06/08 | 19:30 | Espanya      | 7 − 0  | Brasil    |
| Fase grups − 2  | 07/08 | 20:30 | Austràlia    | 0 − 1  | Espanya   |
| Fase grups − 3  | 09/08 | 10:00 | Nova Zelanda | 2 − 3  | Espanya   |
| Fase grups − 4  | 11/08 | 13:30 | Espanya      | 1 − 3  | Bèlgica   |
| Fase grups − 5  | 12/08 | 17:00 | Regne Unit   | 1 − 1  | Espanya   |
| Quarts de final | 14/08 | 10:00 | Espanya      | 1 − 2  | Argentina |

### Femení
La selecció espanyola femenina d'hoquei sobre herba es classificà en obtenir la posició més alta entre els països no classificats en el FIH Hockey World League Semifinals 2014-2015.
Jugadores
| - Berta Bonastre - Glòria Comerma - Begoña García - Xantal Giné - Cristina Guinea - Rocío Gutiérrez - Lucía Jiménez - María López |  | - María López de Eguilaz - Alicia Magaz - Georgina Oliva - Beatriz Pérez - Carlota Petchame - Lola Riera - Carola Salvatella - Rocío Ybarra |

Entrenador: Adrian Lock
Fase de grups
| Equip           | J | G | E | P | PF | PC | Dif | Punts |
| --------------- | - | - | - | - | -- | -- | --- | ----- |
| Països Baixos   | 5 | 4 | 1 | 0 | 13 | 1  | +12 | 13    |
| Nova Zelanda    | 5 | 3 | 1 | 1 | 11 | 5  | +6  | 10    |
| Alemanya        | 5 | 2 | 1 | 2 | 6  | 6  | +0  | 7     |
| Espanya         | 5 | 2 | 0 | 3 | 6  | 12 | −6  | 6     |
| R.P. de la Xina | 5 | 1 | 2 | 2 | 3  | 5  | −2  | 5     |
| Corea del Sud   | 5 | 0 | 1 | 4 | 3  | 13 | −10 | 1     |

Resultats
| Ronda           | Data  | Hora  | Partit        | Partit | Partit          |
| --------------- | ----- | ----- | ------------- | ------ | --------------- |
| Fase grups − 1  | 07/08 | 12:30 | Països Baixos | 5 − 0  | Espanya         |
| Fase grups − 2  | 08/08 | 19:30 | Espanya       | 0 − 2  | R.P. de la Xina |
| Fase grups − 3  | 10/08 | 10:00 | Espanya       | 1 − 2  | Nova Zelanda    |
| Fase grups − 4  | 11/08 | 17:00 | Alemanya      | 1 − 2  | Espanya         |
| Fase grups − 5  | 13/08 | 17:00 | Corea del Sud | 2 − 3  | Espanya         |
| Quarts de final | 15/08 | 18:00 | Regne Unit    | 3 − 1  | Espanya         |

## Judo
Vegeu Judo als Jocs Olímpics d'estiu de 2016

### Masculí
| Esportista    | Esdeveniment | 1/32 de final | Setzens de final                | Vuitens de final | Quarts de final  | Semifinals       | Repesca          | Final/FC         | Final/FC         |
| ------------- | ------------ | ------------- | ------------------------------- | ---------------- | ---------------- | ---------------- | ---------------- | ---------------- | ---------------- |
| Fran Garrigós | −60 kg       | –             | T. Englmairer (DEU) D 000−001   | No es classificà | No es classificà | No es classificà | No es classificà | No es classificà | No es classificà |
| Sugoi Uriarte | −66 kg       | –             | N. Shikhalizada (AZE) D 000−001 | No es classificà | No es classificà | No es classificà | No es classificà | No es classificà | No es classificà |

### Femení
| Esportista     | Esdeveniment | Setzens de final                | Vuitens de final          | Quarts de final           | Semifinals       | Repesca                     | Final/FC                       | Final/FC         |
| -------------- | ------------ | ------------------------------- | ------------------------- | ------------------------- | ---------------- | --------------------------- | ------------------------------ | ---------------- |
| Julia Figueroa | −48 kg       | –                               | D. Mestre (CUB) D 000−011 | No es classificà          | No es classificà | No es classificà            | No es classificà               | No es classificà |
| Laura Gómez    | −52 kg       | G. Babamuratova (TKM) V 101−000 | A. Chițu (ROU) D 000−101  | No es classificà          | No es classificà | No es classificà            | No es classificà               | No es classificà |
| María Bernabéu | −70 kg       | –                               | K. Kłys (POL) V 000−000 S | Y. Alvear (COL) D 000−100 | No es classificà | L. Bolder (ISR) V 000−000 S | L. Vargas Koch (DEU) D 000−010 | 5                |

## Lluita
Vegeu Lluita als Jocs Olímpics d'estiu de 2016
Lluita lliure
| Esportista     | Esdeveniment   | Qualificació         | Vuitens de final | Quarts de final  | Semifinals       | Repesca 1        | Repesca 2        | Final / FC | Final / FC |
| -------------- | -------------- | -------------------- | ---------------- | ---------------- | ---------------- | ---------------- | ---------------- | ---------- | ---------- |
| Taimuraz Friev | −74 kg masculí | L. López (CUB) D 6−8 | No es classificà | No es classificà | No es classificà | No es classificà | No es classificà | 13         |            |

## Natació
Vegeu Natació als Jocs Olímpics d'estiu de 2016

### Masculí
| Esportista                                                               | Esdeveniment            | Eliminatòries | Eliminatòries | Semifinals       | Semifinals       | Final               | Final               |
| Esportista                                                               | Esdeveniment            | Temps         | Posició       | Temps            | Posició          | Temps               | Posició             |
| ------------------------------------------------------------------------ | ----------------------- | ------------- | ------------- | ---------------- | ---------------- | ------------------- | ------------------- |
| Antonio Arroyo                                                           | 1500 m lliures          | 15:12.61      | 26            |                  |                  | No es classificà    | No es classificà    |
| Miguel Durán                                                             | 400 m lliures           | 3:53.40       | 37            |                  |                  | No es classificà    | No es classificà    |
| Hugo González                                                            | 100 m esquena           | 54.18         | 20            | No es classificà | No es classificà | No es classificà    | No es classificà    |
| Hugo González                                                            | 200 m esquena           | 1:57.50       | 14 Q          | 1:59.08          | 16               | No es classificà    | No es classificà    |
| Carlos Peralta                                                           | 200 m papallona         | 1:56.98       | 21            | No es classificà | No es classificà | No es classificà    | No es classificà    |
| Joan Lluís Pons                                                          | 400 m estils            | 4:13.55 RN    | 8 Q           |                  |                  | 4:16.58             | 8                   |
| Marc Sánchez                                                             | 1500 m lliures          | 15:11.38      | 24            |                  |                  | No es classificà    | No es classificà    |
| Eduardo Solaeche                                                         | 200 m estils            | 1:59.67       | 12 Q          | 2:00.47          | 15               | No es classificà    | No es classificà    |
| Márkel Alberdi Aitor Martínez Bruno Ortiz-Cañavate Miguel Ortiz-Cañavate | Relleus 4x100 m lliures | 3:16.71 RN    | 14            |                  |                  | No es classificaren | No es classificaren |
| Miguel Durán Víctor Martín Albert Puig Marc Sánchez                      | Relleus 4x200 m lliures | 7:12.62       | 12            |                  |                  | No es classificaren | No es classificaren |

### Femení
| Esportista                                                   | Esdeveniment            | Eliminatòries | Eliminatòries | Semifinals       | Semifinals       | Final               | Final               |
| Esportista                                                   | Esdeveniment            | Temps         | Posició       | Temps            | Posició          | Temps               | Posició             |
| ------------------------------------------------------------ | ----------------------- | ------------- | ------------- | ---------------- | ---------------- | ------------------- | ------------------- |
| Mireia Belmonte                                              | 400 m lliures           | 4:08.12       | 15            |                  |                  | No es classificà    | No es classificà    |
| Mireia Belmonte                                              | 800 m lliures           | 8:25.55       | 8 Q           |                  |                  | 8:18.55 RN          | 4                   |
| Mireia Belmonte                                              | 200 m papallona         | 2:06.64       | 1 Q           | 2:06.06          | 2 Q              | 2:04.85             | 1                   |
| Mireia Belmonte                                              | 200 m estils            | 2:12.58       | 15 Q          | 2:13.33          | 16               | No es classificà    | No es classificà    |
| Mireia Belmonte                                              | 400 m estils            | 4:32.75       | 3 Q           |                  |                  | 4:32.39             | 3                   |
| Patricia Castro                                              | 200 m lliures           | 2:00.71       | 35            | No es classificà | No es classificà | No es classificà    | No es classificà    |
| Melani Costa                                                 | 200 m lliures           | 1:58.19       | 19            | No es classificà | No es classificà | No es classificà    | No es classificà    |
| Melani Costa                                                 | 400 m lliures           | 4:08.96       | 17            |                  |                  | No es classificà    | No es classificà    |
| Judith Ignacio                                               | 100 m papallona         | 59.61         | 30            | No es classificà | No es classificà | No es classificà    | No es classificà    |
| Judith Ignacio                                               | 200 m papallona         | 2:09.82       | 20            | No es classificà | No es classificà | No es classificà    | No es classificà    |
| Duane Da Rocha                                               | 100 m esquena           | 1:00.87       | 15 Q          | 1:00.85          | 15               | No es classificà    | No es classificà    |
| Duane Da Rocha                                               | 200 m esquena           | 2:11.17       | 19            | No es classificà | No es classificà | No es classificà    | No es classificà    |
| Jessica Vall                                                 | 100 m braça             | 1:07.07       | 14 Q          | 1:07.55          | 16               | No es classificà    | No es classificà    |
| Jessica Vall                                                 | 200 m braça             | 2:24.55       | 11 Q          | 2:24.22          | 10               | No es classificà    | No es classificà    |
| María Vilas                                                  | 800 m lliures           | 8:36.43       | 19            |                  |                  | No es classificà    | No es classificà    |
| María Vilas                                                  | 400 m estils            | 4:42.52       | 19            |                  |                  | No es classificà    | No es classificà    |
| Erika Villaécija                                             | 10 km                   |               |               |                  |                  | 1:59:04.8           | 17                  |
| África Zamorano                                              | 200 m esquena           | 2:13.74       | 25            | No es classificà | No es classificà | No es classificà    | No es classificà    |
| África Zamorano                                              | 200 m estils            | 2:14.87       | 24            | No es classificà | No es classificà | No es classificà    | No es classificà    |
| Patricia Castro Melani Costa Fátima Gallardo Marta González  | Relleus 4x100 m lliures | 3:40.46 RN    | 13            |                  |                  | No es classificaren | No es classificaren |
| Mireia Belmonte Patricia Castro Melani Costa Fátima Gallardo | Relleus 4x200 m lliures | 8:03.74       | 16            |                  |                  | No es classificaren | No es classificaren |

## Natació sincronitzada
Vegeu Natació sincronitzada als Jocs Olímpics d'Estiu de 2016
| Esportista                  | Esdeveniment | Rutina tècnica | Rutina tècnica | Rutina lliure (preliminar) | Rutina lliure (preliminar) | Rutina lliure (preliminar) | Rutina lliure (preliminar) | Rutina lliure (final) | Rutina lliure (final)    | Rutina lliure (final) |
| Esportista                  | Esdeveniment | Punts          | Posició        | Punts                      | Posició                    | Total (tècnica + lliure)   | Posició                    | Punts                 | Total (tècnica + lliure) | Posició               |
| --------------------------- | ------------ | -------------- | -------------- | -------------------------- | -------------------------- | -------------------------- | -------------------------- | --------------------- | ------------------------ | --------------------- |
| Ona Carbonell Gemma Mengual | Duet         | 92,5024        | 5              | 93,7667                    | 4                          | 186,2691                   | 5 Q                        | 94,1333               | 186,6357                 | 5                     |

## Piragüisme
Vegeu Piragüisme als Jocs Olímpics d'estiu de 2016

### Aigües tranquil·les
| Esportista                                              | Esdeveniment        | Eliminatòries | Eliminatòries | Semifinals | Semifinals | Final    | Final   |
| Esportista                                              | Esdeveniment        | Temps         | Posició       | Temps      | Posició    | Temps    | Posició |
| ------------------------------------------------------- | ------------------- | ------------- | ------------- | ---------- | ---------- | -------- | ------- |
| Alfonso Benavides                                       | C1 200 m masculins  | 40.610        | 1 Q           | 40.038     | 2 FA       | 39.649   | 4       |
| Saúl Craviotto                                          | K1 200 m masculins  | 34.694        | 2 Q           | 34.545     | 3 FA       | 35.662   | 3       |
| Teresa Portela                                          | K1 200 m femenins   | 40.844        | 3 Q           | 40.241     | 2 FA       | 41.053   | 6       |
| Marcus Walz                                             | K1 1000 m masculins | 3:33.786      | 3 Q           | 3:33.781   | 3 FA       | 3:31.447 | 1       |
| Saúl Craviotto Cristian Toro                            | K2 200 m masculins  | 31.161        | 1 FA          | –          | –          | 32.075   | 1       |
| Óscar Carrera Rodrigo Germade Javier Hernanz Iñigo Peña | K4 1000 m masculins | 2:55.514      | 3 Q           | 3:00.237   | 2 FA       | 3:06.768 | 5       |

### Aigües braves
| Esportista        | Esdeveniment | Ronda preliminar | Ronda preliminar | Ronda preliminar | Ronda preliminar | Ronda preliminar | Ronda preliminar | Semifinal | Semifinal | Final  | Final   | Final |
| Esportista        | Esdeveniment | Mànega 1         | Punts            | Mànega 2         | Punts            | Total            | Posició          | Temps     | Posició   | Temps  | Posició |       |
| ----------------- | ------------ | ---------------- | ---------------- | ---------------- | ---------------- | ---------------- | ---------------- | --------- | --------- | ------ | ------- | ----- |
| Maialen Chourraut | K1 femení    | 155,43           | 21               | 106,47           | 9                | 106,47           | 11 Q             | 101,83    | 3 Q       | 98,65  | 1       |       |
| Ander Elosegi     | C1 masculí   | 97,33            | 4                | 102,39           | 11               | 97,33            | 8 Q              | 97,93     | 2 Q       | 101,27 | 8       |       |

## Rem
Vegeu Rem als Jocs Olímpics d'estiu de 2016
| Esportista                   | Esdeveniment              | Sèries   | Sèries  | Repesca | Repesca | Semifinals          | Semifinals          | Final               | Final               |
| Esportista                   | Esdeveniment              | Temps    | Posició | Temps   | Posició | Temps               | Posició             | Temps               | Posició             |
| ---------------------------- | ------------------------- | -------- | ------- | ------- | ------- | ------------------- | ------------------- | ------------------- | ------------------- |
| Anna Boada Aina Cid          | Dos sense timoner femení  | 7:12.00  | 2 SA/B  | –       | –       | 7:30.79             | 3 FA                | 7:35.22             | 6                   |
| Àlex Sigurbjörnsson Pau Vela | Dos sense timoner masculí | 6:54.260 | 5 R     | 6:40.47 | 4       | No es classificaren | No es classificaren | No es classificaren | No es classificaren |

## Rugbi a 7
Vegeu Rugbi a 7 als Jocs Olímpics d'estiu de 2016

### Masculí
La selecció espanyola masculina de rugbi a 7 es classificà en obtenir una de les places del Preolímpic celebrat a Mònaco.
Jugadors
| - Javier Carrión - Pablo Feijoo - Igor Genua - Francisco Hernández - Ángel López - Joan Losada |  | - Ignacio Martín - Pol Pla - Marcos Poggi - César Sempere - Matías Tudela - Ignacio Villanueva |

Entrenador: José Ignacio Inchausti
Fase de grups (Grup B)
| Equip      | J | G | E | P | PF | PC | Dif | Punts |
| ---------- | - | - | - | - | -- | -- | --- | ----- |
| Sud-àfrica | 3 | 2 | 0 | 1 | 55 | 12 | +43 | 7     |
| França     | 3 | 2 | 0 | 1 | 57 | 45 | +12 | 7     |
| Austràlia  | 3 | 2 | 0 | 1 | 52 | 48 | +4  | 7     |
| Espanya    | 3 | 0 | 0 | 3 | 17 | 76 | −59 | 3     |

Resultats
| Ronda          | Data  | Hora  | Partit       | Partit  | Partit  |
| -------------- | ----- | ----- | ------------ | ------- | ------- |
| Fase grups − 1 | 09/08 | 11:30 | Sud-àfrica   | 24 − 0  | Espanya |
| Fase grups − 2 | 09/08 | 16:00 | Austràlia    | 26 − 12 | Espanya |
| Fase grups − 3 | 10/08 | 11:00 | França       | 26 − 5  | Espanya |
| 9a/12a posició | 10/08 | 16:30 | Espanya      | 14 − 12 | Kenya   |
| 9a/10a posició | 11/08 | 13:00 | Estats Units | 24 − 12 | Espanya |

### Femení
La selecció espanyola femenina de rugbi a 7 es classificà en obtenir una de les places del Preolímpic celebrat a Dublín.
Jugadores
| - Marina Bravo - María Casado - Iera Echebarría - Amaia Erbina - Berta García - Patricia García |  | - Elisabet Martínez - Ángela del Pan - Bàrbara Pla - Ana Rial - María Ribera - Paula Medín |

Entrenador: José Antonio Barrio
Fase de grups (Grup B)
| Equip        | J | G | E | P | PF  | PC  | Dif | Punts |
| ------------ | - | - | - | - | --- | --- | --- | ----- |
| Nova Zelanda | 3 | 3 | 0 | 0 | 109 | 12  | +97 | 9     |
| França       | 3 | 2 | 0 | 1 | 71  | 40  | +31 | 7     |
| Espanya      | 3 | 1 | 0 | 2 | 31  | 65  | −34 | 5     |
| Kenya        | 3 | 0 | 0 | 3 | 17  | 111 | −94 | 3     |

Resultats
| Ronda           | Data  | Hora  | Partit       | Partit  | Partit  |
| --------------- | ----- | ----- | ------------ | ------- | ------- |
| Fase grups − 1  | 06/08 | 11:00 | França       | 24 − 7  | Espanya |
| Fase grups − 2  | 06/08 | 16:30 | Nova Zelanda | 31 − 5  | Espanya |
| Fase grups − 3  | 07/08 | 11:00 | Espanya      | 19 − 10 | Kenya   |
| Quarts de final | 07/08 | 17:00 | Austràlia    | 24 − 0  | Espanya |
| 5a-8a posició   | 08/08 | 13:30 | Espanya      | 12 - 24 | França  |
| 7a-8a posició   | 08/08 | 17:30 | Espanya      | 21 − 0  | Fiji    |

## Taekwondo
Vegeu Taekwondo als Jocs Olímpics d'estiu de 2016
| Esportista    | Esdeveniment   | Vuitens de final         | Quarts de final         | Semifinals                | Repesca                | Final/FC                 | Final/FC |
| ------------- | -------------- | ------------------------ | ----------------------- | ------------------------- | ---------------------- | ------------------------ | -------- |
| Eva Calvo     | −57 kg femení  | P. Harnsujin (THA) V 6−5 | K. Alizadeh (IRN) V 8−7 | H. Malak (EGY) V 1−0 DMS  | –                      | J. Jones (GBR) D 7−16    | 2        |
| Joel González | −68 kg masculí | F. Grgić (CRO) V 4−3     | P. Temüüjin (MNG) V 7−4 | A. Abughaush (JOR) D 7−12 | –                      | E. Contreras (VEN) V 4−3 | 3        |
| Jesús Tortosa | −58 kg masculí | S. Zhao (CHN) D 3−7      | No es classificà        | No es classificà          | O. Hajjami (MAR) V 4−1 | L. Pie (DOM) D 5−6       | 5        |

## Tennis
Vegeu Tennis als Jocs Olímpics d'estiu de 2016

### Masculí
| Esportista                    | Categoria  | 1/32 de final                              | Setzens de final                        | Vuitens de final                                   | Quarts de final                       | Semifinals                                     | Final/FC                                   | Final/FC            |
| ----------------------------- | ---------- | ------------------------------------------ | --------------------------------------- | -------------------------------------------------- | ------------------------------------- | ---------------------------------------------- | ------------------------------------------ | ------------------- |
| Roberto Bautista              | Individual | A. Kuznetsov (RUS) V 6−7(4), 6−2, retirada | P. Lorenzi (ITA) V 7−6(2), 6−2          | G. Müller (LUX) V 6−4, 7−6(4)                      | J.M. del Potro (ARG) D 5−7, 6−7(4)    | No es classificà                               | No es classificà                           | No es classificà    |
| David Ferrer                  | Individual | D. Istomin (UZB) V 6−2, 6−1                | I. Donskoi (RUS) D 6−3, 6−7(1), 5−7     | No es classificà                                   | No es classificà                      | No es classificà                               | No es classificà                           | No es classificà    |
| Rafael Nadal                  | Individual | F. Delbonis (ARG) V 6−2, 6−1               | A. Seppi (ITA) V 6−3, 6−3               | G. Simon (FRA) V 7−6(5), 6−3                       | T. Bellucci (BRA) V 2−6, 6−4, 6−2     | J.M. del Potro (ARG) D 7−5, 4−6, 6−7(5)        | K. Nishikori (JPN) D 2−6, 7−6(1), 3−6      | 4                   |
| Albert Ramos                  | Individual | K. Nishikori (JPN) D 2−6, 4−6              | No es classificà                        | No es classificà                                   | No es classificà                      | No es classificà                               | No es classificà                           | No es classificà    |
| Marc López Rafael Nadal       | Dobles     |                                            | R. Haase / J-J. Rojer (NED) V 6−4, 6−4  | J.M. del Potro / M. González (ARG) V 6−3, 5−7, 6−2 | O. Marach / A. Peya (AUT) V 6−3, 6−1  | D. Nestor / V. Pospisil (CAN) V 7−6(1), 7−6(4) | F. Mergea / H. Tecău (ROU) V 6−2, 3−6, 6−4 | 1                   |
| Roberto Bautista David Ferrer | Dobles     |                                            | L. Rosol / R. Štěpánek (CZE) V 6−1, 6−4 | L. Kubot / M. Matkowski (POL) V 6−3, 7−6(5)        | S. Johnson / J. Sock (USA) D 4−6, 2−6 | No es classificaren                            | No es classificaren                        | No es classificaren |

### Femení
| Esportista                    | Categoria  | 1/32 de final                     | Setzens de final                                 | Vuitens de final                                 | Quarts de final                           | Semifinals          | Final/FC            | Final/FC |
| ----------------------------- | ---------- | --------------------------------- | ------------------------------------------------ | ------------------------------------------------ | ----------------------------------------- | ------------------- | ------------------- | -------- |
| Garbiñe Muguruza              | Individual | A. Mitu (ROU) V 6−2, 6−2          | N. Hibino (JPN) V 6−1, 6−1                       | M. Puig (PRI) D 1−6, 1−6                         | No es classificà                          | No es classificà    | No es classificà    |          |
| Carla Suárez                  | Individual | A. Ivanović (SRB) V 2−6, 6−1, 6−2 | A. Konjuh (CRO) V 7−6(5), 6−3                    | M. Keys (USA) D 3−6, 6−3, 3−6                    | No es classificà                          | No es classificà    | No es classificà    |          |
| Anabel Medina Arantxa Parra   | Dobles     |                                   | B. Mattek-Sands / C. Vandeweghe (EUA) D 1−6, 1−6 | No es classificaren                              | No es classificaren                       | No es classificaren | No es classificaren |          |
| Garbiñe Muguruza Carla Suárez | Dobles     |                                   | P.C. Gonçalves / T. Pereira (BRA) V 7−6(6), 6−2  | K. Flipkens / Y. Wickmayer (BEL) V 7−5, 2−6, 6−2 | I. Makàrova / I. Vesninà (RUS) D 3−6, 4−6 | No es classificaren | No es classificaren |          |

### Mixt
| Esportista                    | Categoria | Vuitens de final                           | Quarts de final     | Semifinals          | Final/FC            | Final/FC |
| ----------------------------- | --------- | ------------------------------------------ | ------------------- | ------------------- | ------------------- | -------- |
| Garbiñe Muguruza Rafael Nadal | Dobles    | L. Hradecká / R. Štěpánek (CZE) D Renúncia | No es classificaren | No es classificaren | No es classificaren |          |
| Carla Suárez David Ferrer     | Dobles    | H. Watson / A. Murray (GBR) D 3−6, 4−6     | No es classificaren | No es classificaren | No es classificaren |          |

## Tennis taula
Vegeu Tennis de taula als Jocs Olímpics d'estiu de 2016
| Esportista   | Categoria          | Ronda preliminar | Primera ronda       | Segona ronda          | Tercera ronda    | Quarta ronda     | Quarts de final  | Semifinals       | Final/FC         | Final/FC |
| ------------ | ------------------ | ---------------- | ------------------- | --------------------- | ---------------- | ---------------- | ---------------- | ---------------- | ---------------- | -------- |
| Galia Dvorak | Individual femení  | –                | L. Gui (BRA) D 2−4  | No es classificà      | No es classificà | No es classificà | No es classificà | No es classificà | No es classificà |          |
| He Zhi Wen   | Individual masculí | –                | Y. Feng (USA) V 4−2 | C-A. Chen (TWN) D 2−4 | No es classificà | No es classificà | No es classificà | No es classificà | No es classificà |          |
| Shen Yanfei  | Individual femení  | –                | –                   | X.L. Ni (LUX) D 3−4   | No es classificà | No es classificà | No es classificà | No es classificà | No es classificà |          |

## Tir amb arc
Vegeu Tir amb arc als Jocs Olímpics d'estiu de 2016
| Esportista                                               | Esdeveniment       | Qualificació | Qualificació | 1/32 de final               | Setzens de final           | Vuitens de final                                                                  | Quarts de final     | Semifinals          | Final/FC            | Final/FC |
| Esportista                                               | Esdeveniment       | Marcador     | Cap de sèrie | 1/32 de final               | Setzens de final           | Vuitens de final                                                                  | Quarts de final     | Semifinals          | Final/FC            | Final/FC |
| -------------------------------------------------------- | ------------------ | ------------ | ------------ | --------------------------- | -------------------------- | --------------------------------------------------------------------------------- | ------------------- | ------------------- | ------------------- | -------- |
| Miguel Alvariño                                          | Individual masculí | 651          | 44           | L. Daniel (FRA) V 6−0       | S-y. Lee (KOR) D 1−7       | No es classificà                                                                  | No es classificà    | No es classificà    | No es classificà    |          |
| Antonio Fernández                                        | Individual masculí | 657          | 35           | H-w. Kao (TWN) V 6−0        | D. Pasqualucci (ITA) V 6−2 | T. Worth (AUS) D 3−7                                                              | No es classificà    | No es classificà    | No es classificà    |          |
| Juan Ignacio Rodríguez                                   | Individual masculí | 678          | 10           | M.A. Nor Hasrin (MYS) V 6−0 | R. Ramaekers (BEL) V 6−0   | T. Furukawa (JPN) D 3−7                                                           | No es classificà    | No es classificà    | No es classificà    |          |
| Adriana Martín                                           | Individual femení  | 630          | 32           | C-y. Le (TWN) D 2−6         | No es classificà           | No es classificà                                                                  | No es classificà    | No es classificà    | No es classificà    |          |
| Miguel Alvariño Antonio Fernández Juan Ignacio Rodríguez | Equip masculí      | 1986         | 8            |                             |                            | M. Dielemans / S. van den Berg / R. van der Ven (NED) D 1−5 (57−54, 57−52, 52−52) | No es classificaren | No es classificaren | No es classificaren |          |

## Tir
Vegeu Tir als Jocs Olímpics d'estiu de 2016

### Masculí
| Esportista        | Esdeveniment           | Qualificació | Qualificació | Semifinals       | Semifinals       | Final            | Final            |
| Esportista        | Esdeveniment           | Punts        | Posició      | Punts            | Posició          | Punts            | Posició          |
| ----------------- | ---------------------- | ------------ | ------------ | ---------------- | ---------------- | ---------------- | ---------------- |
| Jorge Llames      | Pistola velocitat 25 m | 577          | 14           |                  |                  | No es classificà | No es classificà |
| Alberto Fernández | Trap                   | 115          | 17           | No es classificà | No es classificà | No es classificà | No es classificà |
| Pablo Carrera     | Pistola aire 10 m      | 579          | 10           |                  |                  | No es classificà | No es classificà |
| Pablo Carrera     | Pistola lliure 50 m    | 555          | 9            |                  |                  | No es classificà | No es classificà |
| Jorge Díaz        | Carabina aire 10 m     | 620,9        | 27           |                  |                  | No es classificà | No es classificà |

### Femení
| Esportista     | Esdeveniment           | Qualificació | Qualificació | Semifinals       | Semifinals       | Final            | Final            |
| Esportista     | Esdeveniment           | Punts        | Posició      | Punts            | Posició          | Punts            | Posició          |
| -------------- | ---------------------- | ------------ | ------------ | ---------------- | ---------------- | ---------------- | ---------------- |
| Sònia Franquet | Pistola aire 10 m      | 384          | 8 Q          |                  |                  | 116,5            | 6                |
| Sònia Franquet | Pistola esportiva 25 m | 564          | 35           | No es classificà | No es classificà | No es classificà | No es classificà |
| Fátima Gálvez  | Trap                   | 69           | 3 Q          | 12               | 4 q              | 13+0             | 4                |

## Triatló
Vegeu Triatló als Jocs Olímpics d'estiu de 2016
| Esportista        | Esdeveniment | Natació (1,5 km) | Transició 1 | Ciclisme (40 km) | Transició 2 | Cursa a peu (10 km) | Total    | Total    |
| ----------------- | ------------ | ---------------- | ----------- | ---------------- | ----------- | ------------------- | -------- | -------- |
| Fernando Alarza   | Homes        | 18:05            | 0:51        | 56:23            | 0:38        | 32:11               | 1:48:08  | 18       |
| Vicente Hernández | Homes        | 18:10            | 0:50        | 55:41            | 0:35        | 33:34               | 1:48:50  | 27       |
| Mario Mola        | Homes        | 17:37            | 0:46        | 56:18            | 0:33        | 31:12               | 1:46:26  | 8        |
| Míriam Casillas   | Dones        | 20:04            | 0.51        | 1:06:03          | 0:43        | 37:51               | 2:05:32  | 43       |
| Ainhoa Murua      | Dones        | 19:19            | 0.56        | 1:04:29          | 1:30        | No acabà            | No acabà | No acabà |
| Carolina Routier  | Dones        | 19:01            | 0.56        | No acabà         | No acabà    | No acabà            | No acabà | No acabà |

## Vela
Vegeu Vela als Jocs Olímpics d'estiu de 2016

### Masculí
| Esportista             | Esdeveniment | Curses | Curses | Curses | Curses | Curses | Curses | Curses | Curses | Curses | Curses | Curses | Curses | Curses | Punts nets | Posició |
| Esportista             | Esdeveniment | 1      | 2      | 3      | 4      | 5      | 6      | 7      | 8      | 9      | 10     | 11     | 12     | F      | Punts nets | Posició |
| ---------------------- | ------------ | ------ | ------ | ------ | ------ | ------ | ------ | ------ | ------ | ------ | ------ | ------ | ------ | ------ | ---------- | ------- |
| Joaquín Blanco         | Laser        | 28     | 47     | 24     | 41     | 26     | 29     | 26     | 47     | 30     | 35     |        |        | E      | 286        | 36      |
| Iván Pastor            | RS:X         | 17     | 19     | 10     | 7      | 7      | 37     | 11     | 22     | 16     | 9      | 2      | 3      | 2      | 127        | 9       |
| Jordi Xammar Joan Herp | 470          | 4      | 16     | 14     | 10     | 9      | 22     | 7      | 16     | 12     | 9      |        |        | E      | 97         | 12      |
| Diego Botín Iago López | 49er         | 16     | 5      | 3      | 13     | 6      | 10     | 14     | 15     | 18     | 12     | 2      | 13     | 6      | 120        | 9       |

### Femení
| Esportista                      | Esdeveniment | Curses | Curses | Curses | Curses | Curses | Curses | Curses | Curses | Curses | Curses | Curses | Curses | Curses | Punts nets | Posició |
| Esportista                      | Esdeveniment | 1      | 2      | 3      | 4      | 5      | 6      | 7      | 8      | 9      | 10     | 11     | 12     | F      | Punts nets | Posició |
| ------------------------------- | ------------ | ------ | ------ | ------ | ------ | ------ | ------ | ------ | ------ | ------ | ------ | ------ | ------ | ------ | ---------- | ------- |
| Marina Alabau                   | RS:X         | 8      | 7      | 2      | 7      | 6      | 8      | 7      | 2      | 1      | 27     | 9      | 3      | 5      | 71         | 5       |
| Alicia Cebrián                  | Laser Radial | 27     | 9      | 24     | 12     | 13     | 8      | 28     | 4      | 21     | 12     |        |        | E      | 130        | 17      |
| Bàrbara Cornudella Sara López   | 470          | 14     | 13     | 7      | 11     | 13     | 11     | 13     | 19     | 11     | 10     |        |        | E      | 103        | 12      |
| Támara Echegoyen Berta Betanzos | 49erFX       | 4      | 13     | 3      | 1      | 11     | 5      | 4      | 1      | 1      | 5      | 10     | 1      | 7      | 46         | 4       |

### Mixt
| Esportista                      | Esdeveniment | Curses | Curses | Curses | Curses | Curses | Curses | Curses | Curses | Curses | Curses | Curses | Curses | Curses | Punts nets | Posició |
| Esportista                      | Esdeveniment | 1      | 2      | 3      | 4      | 5      | 6      | 7      | 8      | 9      | 10     | 11     | 12     | F      | Punts nets | Posició |
| ------------------------------- | ------------ | ------ | ------ | ------ | ------ | ------ | ------ | ------ | ------ | ------ | ------ | ------ | ------ | ------ | ---------- | ------- |
| Tara Pacheco Fernando Echavarri | Nacra 17     | 16     | 21     | 5      | 16     | 15     | 10     | 11     | 5      | 3      | 4      | 10     | 6      | E      | 101        | 11      |

## Voleibol platja
Vegeu Voleibol platja als Jocs Olímpics d'estiu de 2016
| Esportista                       | Esdeveniment | Ronda preliminar | Classificació | Vuitens de final                                   | Quarts de final     | Semifinals          | Final/FC            | Final/FC            |
| -------------------------------- | ------------ | --- | ------------- | -------------------------------------------------- | ------------------- | ------------------- | ------------------- | ------------------- |
| Adrián Gavira Pablo Herrera      | Homes        | Grup F A. Huber / R. Seidl (AUT) V 14−21, 21−17, 15−13 J. Pereira / C. Younousse (QAT) D 13−21, 21−18, 15−12 J. Gibb / C. Patterson (USA) V 21−19, 16−21, 15−7 | 2 Q           | A. Cerutti / B. Oscar Schmidt (BRA) D 22−24, 13−21 | No es classificaren | No es classificaren | No es classificaren | No es classificaren |
| Elsa Baquerizo Liliana Fernández | Dones        | Grup B A. Gallay / G. Klug (ARG) V 21−11, 21−19 B. Hermannová / M. Sluková (CZE) V 21−15, 21−19 Á. Bednarczuk / B. Seixas (BRA) V 21−17, 22−20                 | 1 Q           | E. Birlova / E. Ukolova (RUS) D 21−23, 22−24       | No es classificaren | No es classificaren | No es classificaren | No es classificaren |

## Waterpolo
Vegeu Waterpolo als Jocs Olímpics d'estiu de 2016

### Masculí
La selecció espanyola masculina de waterpolo es classificà en obtenir una de les quatre places del preolímpic disputat a Itàlia (2016).
Jugadors
| - Iñaki Aguilar - Ricard Alarcón - Gonzalo Echenique - Albert Español - Francisco Fernández - Blai Mallarach - Marc Minguell |  | - Dani López - Guillermo Molina - Alberto Munárriz - Marc Roca - Balazs Sziranyi - Roger Tahull |

Entrenador: Gabriel Hernández
Fase de grups (Grup B)
| Equip        | J | G | E | P | GF | GC | Dif | Punts |
| ------------ | - | - | - | - | -- | -- | --- | ----- |
| Espanya      | 5 | 3 | 1 | 1 | 46 | 35 | +11 | 7     |
| Croàcia      | 5 | 3 | 0 | 2 | 37 | 37 | +0  | 6     |
| Itàlia       | 5 | 3 | 0 | 2 | 40 | 41 | −1  | 6     |
| Montenegro   | 5 | 2 | 1 | 2 | 36 | 32 | +6  | 5     |
| Estats Units | 5 | 2 | 0 | 3 | 35 | 35 | +0  | 4     |
| França       | 5 | 1 | 0 | 4 | 28 | 43 | −14 | 2     |

Resultats
| Ronda           | Data  | Hora  | Partit       | Partit | Partit  |
| --------------- | ----- | ----- | ------------ | ------ | ------- |
| Fase grups − 1  | 06/08 | 11:40 | Espanya      | 8 − 9  | Itàlia  |
| Fase grups − 2  | 08/08 | 11:40 | Estats Units | 9 − 10 | Espanya |
| Fase grups − 3  | 10/08 | 20:50 | Espanya      | 9 − 4  | Croàcia |
| Fase grups − 4  | 12/08 | 20:50 | Espanya      | 10 − 4 | França  |
| Fase grups − 5  | 14/08 | 12:50 | Montenegro   | 9 − 9  | Espanya |
| Quarts de final | 16/08 | 12:20 | Sèrbia       | 10 − 7 | Espanya |
| 5a/8a posició   | 18/08 | 15:10 | Grècia       | 9 − 7  | Espanya |
| 7a/8a posició   | 20/08 | 11:40 | Brasil       | 8 − 9  | Espanya |

### Femení
La selecció espanyola femenina de waterpolo es classificà en obtenir una de les quatre places del preolímpic disputat als Països Baixos (2016).
Jugadores
| - Marta Bach - Anna Espar - Clara Espar - Laura Ester - Judith Forca - Maica García - Patricia Herrera |  | - Paula Leitón - Laura López - Beatriz Ortiz - Matilde Ortiz - María del Pilar Peña - Roser Tarragó |

Entrenador: Miki Oca
Fase de grups (Grup B)
| Equip           | J | G | E | P | GF | GC | Dif | Punts |
| --------------- | - | - | - | - | -- | -- | --- | ----- |
| Estats Units    | 3 | 3 | 0 | 0 | 34 | 14 | +20 | 6     |
| Espanya         | 3 | 2 | 0 | 1 | 27 | 29 | −2  | 4     |
| Hongria         | 3 | 1 | 0 | 2 | 29 | 33 | −4  | 2     |
| R.P. de la Xina | 3 | 0 | 0 | 3 | 23 | 37 | −14 | 0     |

Resultats
| Ronda           | Data  | Hora  | Partit    | Partit  | Partit          |
| --------------- | ----- | ----- | --------- | ------- | --------------- |
| Fase grups − 1  | 09/08 | 11:40 | Espanya   | 4 − 11  | Estats Units    |
| Fase grups − 2  | 11/08 | 13:00 | Espanya   | 11 − 10 | Hongria         |
| Fase grups − 3  | 13/08 | 09:00 | Xina      | 8 − 12  | Espanya         |
| Quarts de final | 15/08 | 18:20 | Rússia    | 12 − 10 | Espanya         |
| 5a/8a posició   | 17/08 | 15:10 | Espanya   | 11 − 6  | R.P. de la Xina |
| 5a/6a posició   | 19/08 | 14:10 | Austràlia | 10 − 12 | Espanya         |